# Ailiidae
Ailiidae (Аілідові) — родина риб ряду сомоподібні. Має 3 роди і 13 видів. В результаті молекулярно-біологічних досліджень остаточно відокремлено в самостійну родину в 2016 році, куди перенесено 3 роди з родини Schilbeidae.

## Опис
Загальна довжина представників цього роду коливається від 10 до 60 см. Голова коротка. Очі помірно великі. Рот широкий. Верхня губа дещо довша. Є 4 пари довгих вусів: 1 пара на верхній щелепі, 3 — на нижній. Тулуб видовжений. Хвостове стебло сильно подовжене і сильно стиснуте з боків. Черево вигнуте. Спинний плавець невеличкий або зовсім відсутній. Жировий і черевні плавці крихітні. Грудні плавці помірно великі, з короткою основою. Анальний плавець дуже довгий, має від 39 до 55 м'яких променів. Хвостовий плавець з розрізом, лопаті доволі широкі, з гострим кінчиками.

## Спосіб життя
Населяються різні біотопи: великі річки з каламутною водою і помірною течією; дрібні річечки з мулистими ґрунтами, швидкі передгірні річки з кам'янистим дном. Зазвичай тримаються середніх та верхніх шарів води. Живляться комахами, водними безхребетними і рибою.

## Розповсюдження
Мешкають у водоймах Пакистану, Непалу, Індії, Бангладеш, М'янми, південного Китаю, Малайзії, Індонезії (на захід від лінії Воллеса). Також зустрічаються в басейнах річок Меконг, Салуїн, Чао-Прайя.

## Роди
Родина включає 7 родів:
- Ailia
- Ailiichthys
- Clupisoma
- Eutropiichthys
- Laides
- Proeutropiichthys
- Silonia